# Headpile Eyot
Headpile Eyot ist eine Insel in der Themse bei Bray, Berkshire flussaufwärts des Bray Lock.
Die Insel wird 1638 als Headpile Eiot erwähnt.